# Anneisha McLaughlin-Whilby
Anneisha McLaughlin-Whilby (6 de janeiro de 1986) é uma velocista jamaicana, medalhista olímpica.

## Carreira
Anneisha McLaughlin-Whilby competiu na Rio 2016, conquistando a medalha de prata no revezamento 4x400m. 